# Méthanolate

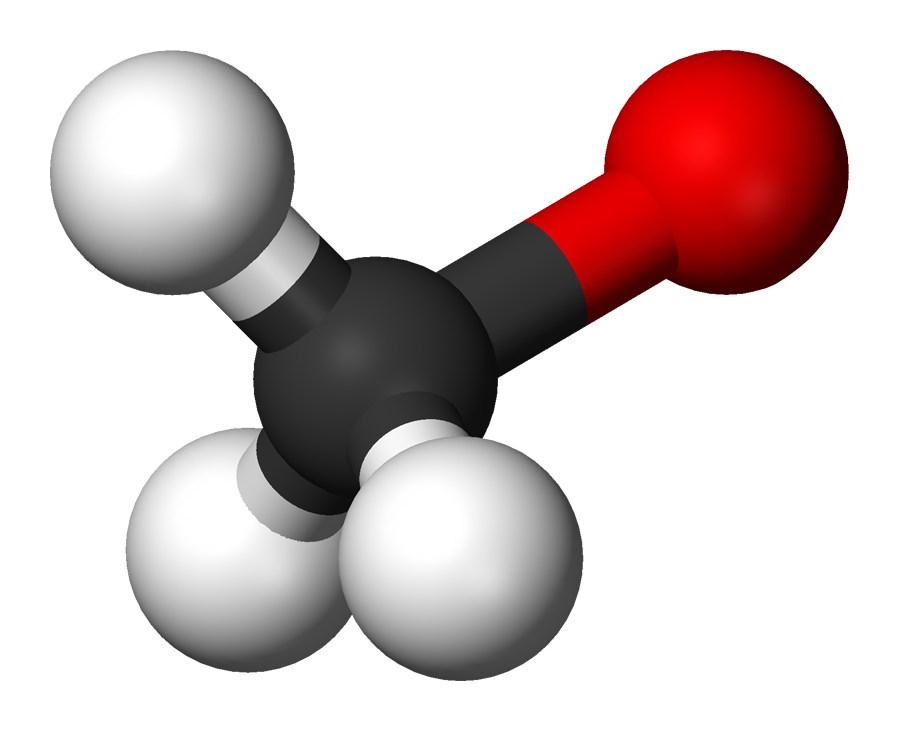
Boule noir représente l'atome de carbone, la blanche l'hydrogène et la rouge l'ion O-

L'ion méthanolate de formule semi-développée CH3–O− est la base conjuguée du méthanol. Il est aussi appelé méthylate. C'est une base forte comme la plupart des alcoolates. Il peut former des sels et des esters méthyliques.

## Propriétés physico-chimiques
L'ion méthanolate est une base plus forte que l'ion hydroxyde, ce qui signifie qu'il faut éviter de mettre en contact les solutions de sels de méthanolate avec de l'eau. En général le méthanol anhydre est utilisé comme solvant.
L'ion méthanolate est aussi le plus basique des alkoxydes linéaires.